# Jermaine (album 1980)
Jermaine è il settimo album da solista del cantautore statunitense Jermaine Jackson, pubblicato nel 1980 dalla Motown Records, il secondo nello stesso anno dopo Let's Get Serious.

## Classifiche
L'album raggiunse la posizione 17 nella classifica degli album R&B. I due singoli You Like Me Don't You e Little Girl (Don't You Worry) entrarono nelle prime venti posizioni della classifica dei singoli R&B. In questo album il cantante interpreta anche il brano di Tyrone Davis Can I Change My Mind. Tra i musicisti che suonano in questo disco figura l'amico di famiglia John McClain.

## Tracce
1. The Pieces Fit – 5:22 (Jermaine Jackson, Paul Jackson, Jr., Angelo Bond)
2. You Like Me Don't You – 5:00 (Jermaine Jackson)
3. Little Girl Don't You Worry – 4:48 (Jermaine Jackson, Paul Jackson, Jr.)
4. All Because of You – 4:43 (Jermaine Jackson, Angelo Bond)
5. You've Changed (interlude) – 1:52 (Jermaine Jackson)
6. First You Laugh, Then You Cry – 4:52 (Jermaine Jackson, Chris Clark)
7. I Miss You So – 2:46 (Jimmy Henderson, Bertha Scott, Sid Robin)
8. Can I Change My Mind – 3:30 (Barry Despenza, Carl Wofolk)
9. Beautiful Morning – 5:14 (Jermaine Jackson, Hazel Jackson, Eddie Fluellen)

## Personale
- Jermaine Jackson: vocals, bass, piano, Fender Rhodes, percussion, guitars, synthesizers
- Herbie Hancock, David Benoit, Clarence McDonald, Eddie Fluellen, Michael Lang, Reginald Burke: keyboards
- Paul Jackson, Jr., Charles Fearing: guitars
- David Williams, Nathan East: bass
- John McClain: sitar
- Gregory Williams: flugelhorn
- Ollie E. Brown: drums
- Stevie Wonder: harmonica in You Like Me Don't You e I Miss You So (non accreditato)

Tecnici
- Johnny Lee - art direction
- Ginny Livingston - cover design
- Matthew Rolston - photography

## Classifiche
| Anno | Album    | Posizioni in classifica       | Posizioni in classifica |
| Anno | Album    | Album Billboard (Stati Uniti) | Album R&B (Stati Uniti) |
| ---- | -------- | ----------------------------- | ----------------------- |
| 1981 | Jermaine | 44                            | 17                      |